# Chlorogomphus yokoii
Chlorogomphus yokoii – gatunek ważki z rodziny Chlorogomphidae.